# Stictomischus alveolus
Stictomischus alveolus är en stekelart som beskrevs av Huang 1990. Stictomischus alveolus ingår i släktet Stictomischus och familjen puppglanssteklar. Inga underarter finns listade i Catalogue of Life.